# تعادل بازار
تعادل در بازار یک کالا، نقطه‌ای است که عرضه آن کالا با تقاضایش برابر باشد. به عبارتی، تعادل بازار نقطه‌ای است که هیچ مازاد کالا یا کمبود کالایی نیست و در این شرایط هیچ تمایلی برای تغییر قیمت وجود ندارد.
تعادل در بازارهای مختلفی قابل طرح است از جمله تعادل بازار کالا و خدمات، بازار نیروی کار، بازار سرمایه.

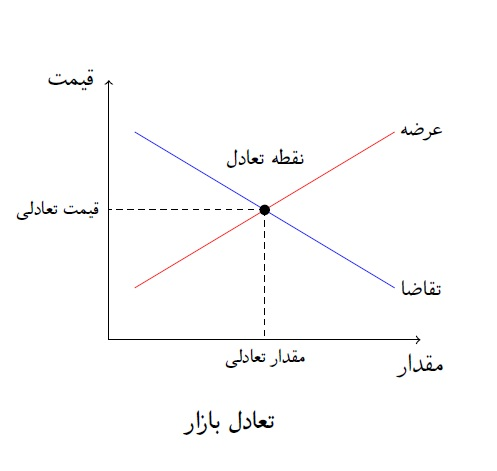

## ویژگی‌های تعادل بازار
تعادل بازار به شرایطی گفته می‌شود که در آن قیمت یک کالا در سطحی قرار می‌گیرد که میزان عرضه آن با میزان تقاضا برای آن برابر می‌شود. در این قیمت، خریداران کالا قادر و مایل به خرید دقیقاً همان میزانی از کالا هستند، که فروشندگان قادر و مایل به فروش آن هستند. معمولاً منظور از تعادل بازار، تعادل در یک بازار رقابتی است.

### قیمت تعادلی
قیمتی که در آن مقدار تقاضا برای کالا با مقدار عرضه آن مساوی است. این قیمت گاه قیمت تسویه بازار نیز خوانده می‌شود، زیرا در آن کلیه حاضران در بازار رضایت‌مند هستند.
مقدار تعادلی
میزانی از کالا که در قیمت تعادلی از سوی فروشندگان عرضه و از سوی خریداران تقاضا می‌شود.

### مازاد (Surplus)

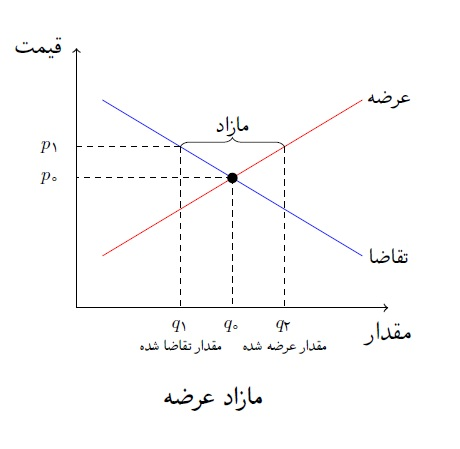

شرایطی که در آن مقدار عرضه یک کالا بیش از مقدار تقاضا برای آن است. شکل زیر مقدار مازاد را برای یک کالا همراه با توابع عرضه و تقاضای فرضی برای آن نمایش می‌دهد. همان‌گونه که در شکل مشخص است در شرایط مازاد، قیمت کالا در بازار در سطحی بالاتر از قیمت تعادلی قرار گرفته‌است. در نتیجه این امر مقدار عرضه کالا از سوی عرضه‌کنندگان، بیش از تقاضا برای کالا از سوی خریداران است. در یک بازار رقابتی، عرضه‌کنندگان با کاهش قیمت کالا و نزدیک کردن آن به قیمت تعادلی باعث کاهش عرضه و افزایش تقاضا برای کالا می‌شوند. این رفتار منجر به از میان رفتن شرایط مازاد و به تعادل رسیدن بازار می‌شود.

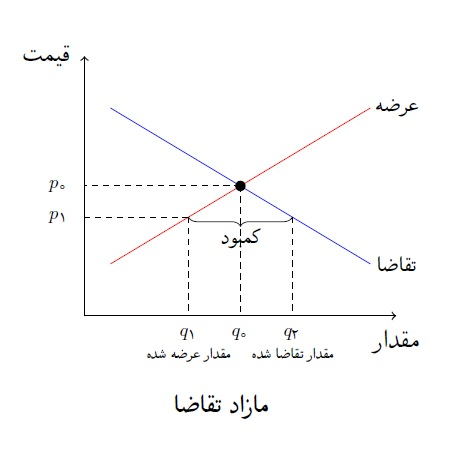

### کمبود (Shortage)
شرایطی که در آن مقدار عرضه یک کالا کمتر از مقدار تقاضا برای آن است. کمبود را مازاد تقاضا نیز می‌نامند. شکل زیر مقدار کمبود را برای یک کالا همراه با توابع عرضه و تقاضای فرضی برای آن نمایش می‌دهد. همان‌گونه که در شکل مشخص است در شرایط کمبود، قیمت کالا در بازار در سطحی پائین‌تر از قیمت تعادلی قرار گرفته‌است. در نتیجه این امر مقدار تقاضا برای کالا از سوی متقاضیان، کمتر از عرضه کالا از سوی عرضه‌کنندگان است. در این شرایط و در یک بازار رقابتی، عرضه‌کنندگان با افزایش قیمت کالا و نزدیک کردن آن به قیمت تعادلی عرضه را افزایش و تقاضا را کاهش می‌دهند و به این ترتیب باعث از میان رفتن شرایط کمبود و رسیدن به مقدار تعادلی می‌شوند.

## تغییرات در تعادل بازار

### تغییرات در تقاضا
تغییر افزایشی (کاهشی) در مقدار تقاضا برای یک کالا به ازای کلیه قیمت‌ها، منجر به تغییر تابع تقاضا و حرکت یافتن آن به سمت راست (چپ) می‌شود. در نتیجه تغییر افزایشی (کاهشی) تابع تقاضا، قیمت تعادلی و مقدار تعادلی در بازار، افزایش (کاهش) می‌یابند. شکل زیر تغییر افزایشی در تابع تقاضا را برای یک کالای فرضی نمایش می‌دهد.

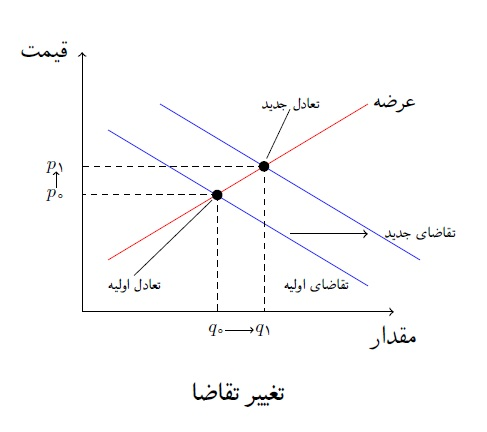

### تغییرات در عرضه
تغییر کاهشی (افزایشی) در مقدار عرضه یک کالا به ازای کلیه قیمت‌ها، منجر به تغییر تابع عرضه و حرکت یافتن آن به سمت چپ (راست) می‌شود. در نتیجه تغییر کاهشی (افزایشی) تابع عرضه، قیمت تعادلی در بازار افزایش (کاهش) و مقدار تعادلی کاهش (افزایش) می‌یابد. شکل زیر تغییر افزایشی در تابع عرضه را برای یک کالای فرضی نمایش می‌دهد.

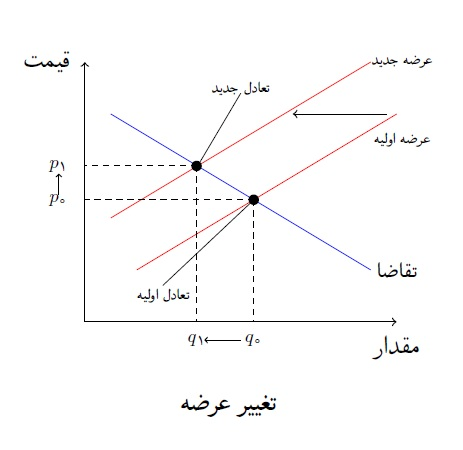

## مازاد مصرف‌کننده و تولیدکننده در تعادل بازار
مازاد مصرف‌کننده و مازاد تولیدکننده، از ابزارهای مهم مورد استفاده اقتصاددانان به منظور ارزیابی رفاه خریداران و فروشندگان در بازار هستند. بنا به نظر اقتصاددانان، مجموع مازاد مصرف‌کننده و مازاد تولیدکننده که مازاد کل خوانده می‌شود، در تعادل بازار بیشینه می‌گردد. این امر یکی از ویژگی‌های مهم تعادل بازار است.

### مازاد مصرف‌کننده

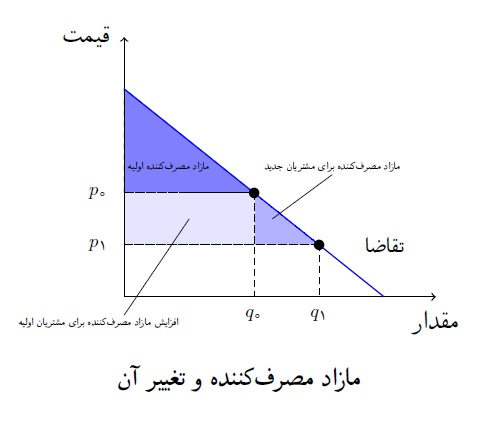

مازاد مصرف‌کننده برای خریدار یک کالا، به صورت اختلاف حداکثر قیمتی که خریدار در آن مایل به خرید کالا است و قیمت واقعی آن کالا در بازار تعریف می‌شود. به عبارت دیگر می‌توان نوشت:
مازاد مصرف‌کننده = (ارزش کالا برای خریدار) – (قیمت واقعی خرید کالا در بازار)
همان‌گونه که از تعریف مشخص است، تغییر قیمت کالا در بازار منجر به تغییر مازاد مصرف‌کننده با رابطه معکوس می‌شود. به عبارت دیگر با کاهش (افزایش) قیمت کالا، مازاد مصرف‌کننده افزایش (کاهش) می‌یابد.
شکل زیر مازاد مصرف‌کننده و تغییر آن در اثر تغییرات قیمت را برای یک کالای فرضی نمایش می‌دهد.

### مازاد تولیدکننده

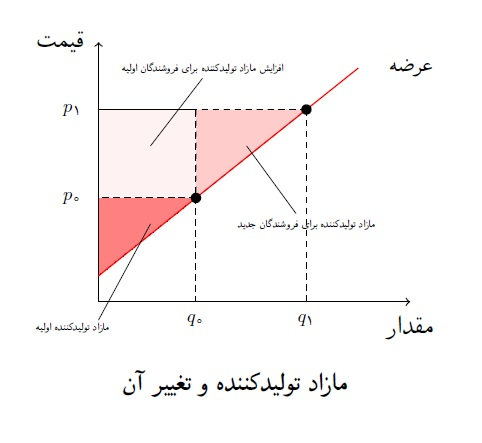

مازاد تولیدکننده به شکل اختلاف میان قیمت واقعی کالا در بازار و حداقل قیمتی که فروشنده در آن حاضر به فروش کالا است، تعریف می‌شود.
مازاد تولیدکننده = (قیمت واقعی فروش کالا در بازار) – (هزینه کالا برای فروشنده)
با توجه به تعریف، تغییر قیمت کالا در بازار منجر به تغییر مازاد تولیدکننده با رابطه مستقیم می‌شود. به عبارت دیگر با افزایش (کاهش) قیمت کالا، مازاد تولیدکننده افزایش (کاهش) می‌یابد.
شکل زیر مازاد تولیدکننده و تغییر آن در اثر تغییرات قیمت را برای یک کالای فرضی نمایش می‌دهد.

### مازاد کل

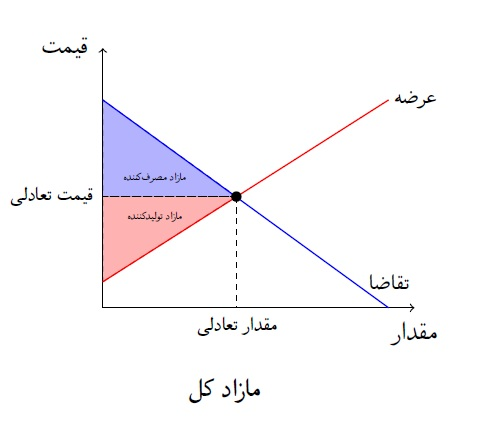

مازاد کل به صورت جمع مازاد مصرف‌کننده و تولیدکننده قابل تعریف است. با توجه به تعاریف بالا مازاد کل برابر اختلاف حداکثر قیمتی که خریدار در آن مایل به خرید کالا است و حداقل قیمتی که فروشنده در آن حاضر به فروش کالا است، قابل اندازه‌گیری است. به عبارت دیگر:
مازاد کل = (ارزش کالا برای خریدار) – (هزینه کالا برای فروشنده)
با توجه به تعاریف ارائه شده، می‌توان نشان داد که سطح میان دو منحنی عرضه و تقاضا در فاصله میان مقدار صفر و مقدار فروش کالا در بازار برابر اضافه رفاه کل است. این مطلب در شکل نمایش داده شده‌است.

### ارزیابی کارایی در تعادل بازار
می‌توان نشان داد مازاد کل در تعادل حاصل شده در یک بازار رقابتی و فاقد اثر جانبی، بیشینه است. فرض کنیم یک سیاست‌گذار اقتصادی نیک‌اندیش مایل به بیشینه کردن مجموع رفاه مصرف‌کننده و تولیدکننده با در نظر داشتن شاخص مازاد کل باشد. می‌توان اثبات کرد، اندازه مازاد کل در هیچ مقدار و قیمتی، بیش از اندازه آن در مقدار تعادلی و قیمت تعادلی بازار نخواهد بود.
همان‌گونه که در شکل زیر مشخص است، به ازای مقادیر کمتر از مقدار تعادلی، ارزش کالا برای خریداران بیش از هزینه آن برای فروشندگان است. از این رو، مقدار مازاد کل به ازای مقادیر کمتر از مقدار تعادلی مثبت است. در نتیجه این تحلیل، یک سیاست‌گذار اقتصادی نیک‌اندیش که مایل به تعیین مقدار خرید و فروش کالا در بازار در سطح بهینه است، به ازای مقادیر کمتر از مقدار تعادلی سعی می‌کند مقدار خرید و فروش را تا حد امکان بیشتر کند.
از سوی دیگر، به ازای مقادیر بیش از مقدار تعادلی، ارزش کالا برای خریداران کمتر از هزینه آن برای فروشندگان است. از این رو، مقدار مازاد کل به ازای مقادیر بیش از مقدار تعادلی، منفی است. بر همین اساس، تعیین مقدار خرید و فروش کالا در هر سطحی بیش از مقدار تعادلی از سوی سیاست‌گذار اقتصادی نیک‌اندیش، منجر به کاهش اضافه رفاه کل می‌گردد.
می‌توان چنین نتیجه گرفت که در مقدار و قیمت تعادلی، مازاد کل بیشینه خواهد شد.

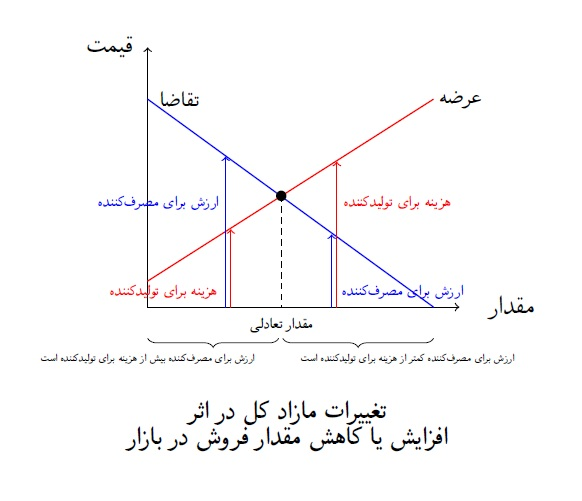

در یک تعادل حاصل شده در بازار آزاد تنها فروشندگانی قادر به فروش کالای خود هستند که هزینه کالا برای آنان کمتر از قیمت بازار باشد. به عبارت دیگر بازار تقاضا را به فروشندگانی تخصیص می‌دهد که قادر به تولید کالا با کمترین هزینه باشند. به‌طور مشابه، تنها خریدارانی حاضر به خرید کالا هستند که ارزش کالا برایشان بیش از قیمتی باشد که در بازار برای خریداری آن پرداخت می‌کنند. به بیان دیگر، بازار کالای عرضه‌شده را به خریدارانی تخصیص می‌دهد که ارزشی بیش از دیگران برای کالا قائلند.
از مجموعه این واقعیات می‌توان چنین نتیجه گرفت که تعادل بازار در یک بازار رقابتی منجر به تخصیص کارای منابع و بیشینه شدن اضافه رفاه کل می‌گردد.

### شکست بازار
منظور از شکست بازار عدم توانایی بازار در تخصیص کارای منابع است. وجود قدرت بازار یا اثر جانبی می‌تواند منجر به شکست بازار شود و در نتیجه آن قیمت و مقدار حاصل شده در بازار، منجر به تخصیص کارای منابع نخواهد شد.